# Oecetis vrindawama
Oecetis vrindawama är en nattsländeart som beskrevs av Schmid 1995. Oecetis vrindawama ingår i släktet Oecetis och familjen långhornssländor. Inga underarter finns listade i Catalogue of Life.